# Templo Beth-El (Anniston)
El Templo Beth-El es una histórica sinagoga judía ubicada en el 301 de E. Thirteenth Street en Anniston, Alabama, Estados Unidos. Fue construido en 1891 en estilo neorrománico. Fue agregado al Registro Nacional de Lugares Históricos en 1985.